# Gobernaciones de Egipto
Las gobernaciones de Egipto son el grado más alto de la jurisdicción de los cinco niveles jerárquicos. Egipto está dividida políticamente en 27 gobernaciones (muhafazah o provincias). Una gobernación es administrada por un gobernador, nombrado por el presidente de Egipto. La mayoría de las gobernaciones tienen una densidad de población de más de mil habitantes por cada km², mientras que las tres más grandes tienen una densidad de población de menos de dos habitantes por cada km².

## Datos generales
| N.º | Gobernación          | Superficie (km²) | IDH   | Población | Ciudad Capital  |
| --- | -------------------- | ---------------- | ----- | --------- | --------------- |
| 1   | Alejandría           | 2 679            | 0.738 | 3 865 202 | Alejandría      |
| 2   | Asuán                | 679              | 0.730 | 1 133 886 | Asuán           |
| 3   | Asiut                | 25 926           | 0.681 | 3 499 600 | Asiut           |
| 4   | Behera               | 10 130           | 0.713 | 4 737 129 | Damanhur        |
| 5   | Beni Suef            | 1 322            | 0.697 | 2 304 563 | Beni Suef       |
| 6   | El Cairo             | 214              | 0.737 | 7 836 243 | El Cairo        |
| 7   | Dacalia              | 3 471            | 0.723 | 5 005 277 | El Mansurá      |
| 8   | Damieta              | 589              | 0.739 | 1 095 528 | Damieta         |
| 9   | Fayún                | 1 827            | 0.669 | 2 478 230 | Ciudad de Fayún |
| 10  | Occidental (Gharbia) | 1 942            | 0.730 | 3 980 509 | Tanta           |
| 11  | Guiza                | 85 153           | 0.705 | 5 760 651 | Guiza           |
| 12  | Ismailia             | 1 442            | 0.733 | 882 247   | Ismailia        |
| 13  | Kafr el Sheij        | 3 437            | 0.699 | 2 629 491 | Kafr el Sheij   |
| 14  | Matrú                | 212 112          | 0.706 | 276 261   | Marsá Matrú     |
| 15  | Menia                | 32 279           | 0.682 | 4 134 832 | Menia           |
| 16  | Menufia              | 1 532            | 0.719 | 3 285 491 | Shibin El Kom   |
| 17  | Nuevo Valle          | 376 505          | 0.751 | 172 939   | Jariyá          |
| 18  | Sinaí del Norte      | 27 574           | 0.723 | 326 324   | El Arish        |
| 19  | Puerto Said          | 72               | 0.753 | 546 776   | Puerto Saíd     |
| 20  | Caliubia             | 1 001            | 0.722 | 3 956 791 | Banha           |
| 21  | Quena                | 1 851            | 0.699 | 2 995 664 | Quena           |
| 22  | Mar Rojo             | 203 685          | 0.767 | 192 469   | Hurgada         |
| 23  | Oriental (Sharqia)   | 4 180            | 0.715 | 5 208 052 | Zaqaziq         |
| 24  | Suhag                | 1 547            | 0.685 | 3 899 304 | Suhag           |
| 25  | Sinaí del Sur        | 33 140           | 0.766 | 69 170    | El Tor          |
| 26  | Suez                 | 17 840           | 0.751 | 497 421   | Suez            |
| 27  | Lúxor                | 55               | 0.712 | 430 214   | Luxor           |

Las gobernaciones Seis de Octubre y Helwan  creadas en abril de 2008  fueron disueltas en abril de 2011.